# Zygmunt Krudowski
Zygmunt Krudowski ps. „Zora” (ur. 5 kwietnia 1894 w Bochni, zm. 1939 ) – legionista, podpułkownik piechoty Wojska Polskiego.

## Życiorys

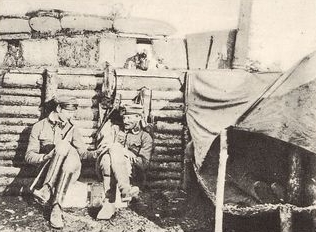
Por. Zygmunt Krudowski i chor. Henryk Kordzik w okopach 4 pułku piechoty LP

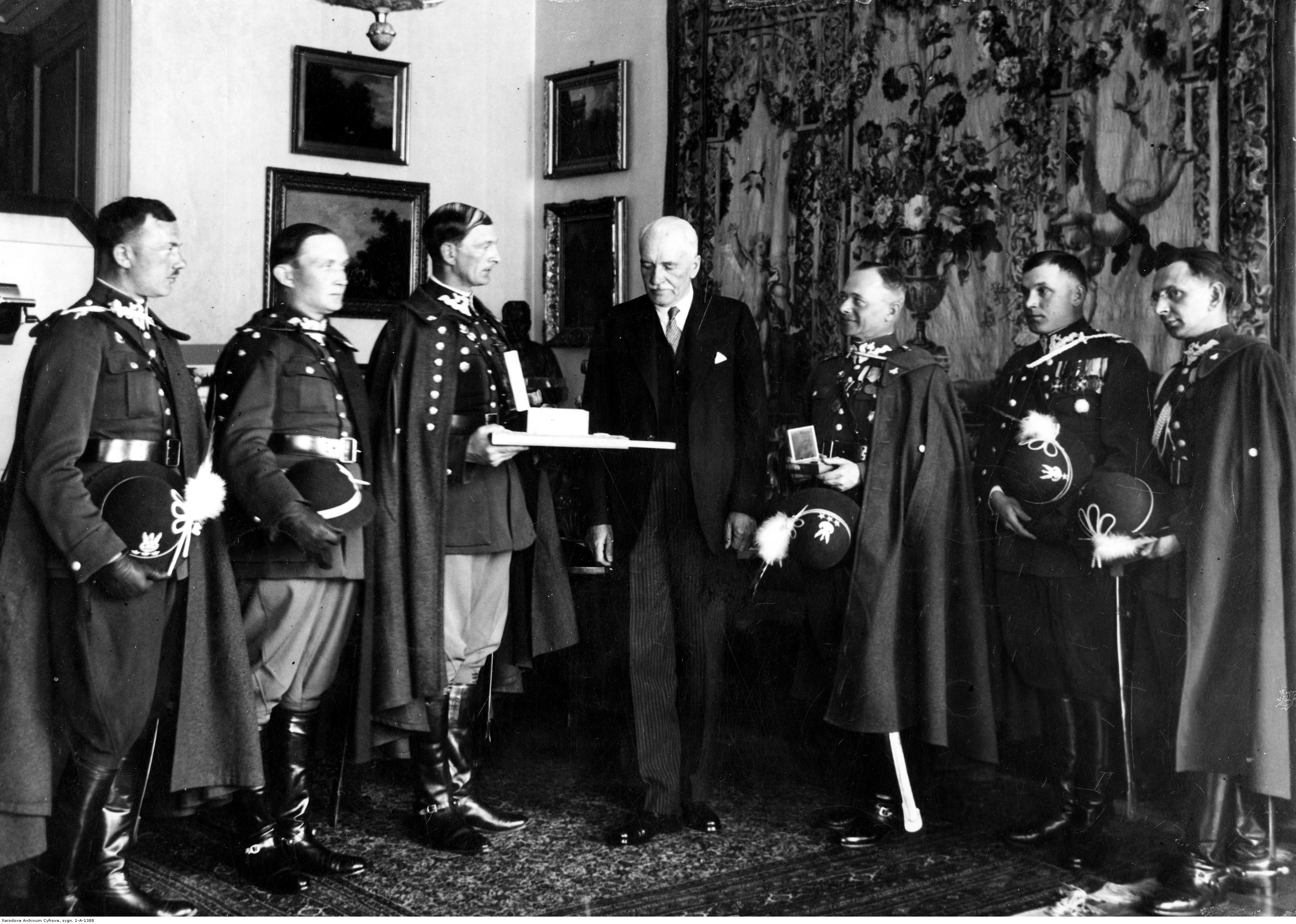
Wręczenie prezydentowi RP Ignacemu Mościckiemu odznak honorowych 1 i 3 psp; trzeci z lewej ppłk Zygmunt Krudowski

Urodził się 5 kwietnia 1894 roku w Bochni. Był synem Jana, technika drogowego, i Marii z Brzózków oraz bratem Mariana i Stefana. W czasie kiedy był uczniem gimnazjum w Bochni wstąpił do Związku Strzeleckiego i ukończył niższy kurs oficerski. W roku 1913 rozpoczął studia pianistyczne w konserwatorium Krakowskiego Towarzystwa Muzycznego .
Po wybuchu I wojny światowej, 16 sierpnia 1914 roku wstąpił do Legionów Polskich . Był oficerem III batalionu 2 pułku piechoty, a następnie oficerem 4 pułku piechoty. 29 września 1914 awansował na chorążego, a 18 stycznia 1915 podporucznika.
Na początku 1920 roku pełnił służbę na stanowisku komendanta placu w Kielcach. 8 lutego 1920 roku został odkomenderowany do składu osobowego inspekcyjnego oficera sztabowego piechoty Dowództwa Okręgu Generalnego „Kielce”. 6 marca 1920 roku dowódca Okręgu Generalnego „Kielce” zezwolił mu na zwarcie związku małżeńskiego z Antoniną Rohmówną z Jarosławia. Pełnił wówczas służbę w batalionie zapasowym 4 pułku piechoty Legionów. Antonina była siostrą pułkownika audytora Stanisława Rohma. Zmarła 16 października 1973 roku. 15 lipca 1920 został zatwierdzony z dniem 1 kwietnia 1920 w stopniu majora, w piechocie, w „grupie byłych Legionów Polskich”. Wówczas pełnił służbę w Dowództwie Okręgu Generalnego „Pomorze”, w rekrutowanym w Starogardzie 265 pułku piechoty. 1 czerwca 1921 pełnił służbę w batalionie celnym Nr 5, pozostając w ewidencji 4 pułku piechoty Legionów.
3 maja 1922 roku został zweryfikowany w stopniu majora ze starszeństwem z dniem 1 czerwca 1919 roku i 272. lokatą w korpusie oficerów piechoty. 22 lipca 1922 roku został zatwierdzony na stanowisku komendanta Kadry Batalionu Zapasowego 61 pułku piechoty w Bydgoszczy. W listopadzie 1924 roku został przeniesiony do 59 pułku piechoty wielkopolskiej w Inowrocławiu na stanowisko dowódcy I batalionu. Następnie został przesunięty na stanowisko dowódcy III batalionu. 23 stycznia 1928 awansował na podpułkownika ze starszeństwem z dniem 1 stycznia 1928 i 4. lokatą w korpusie oficerów piechoty. 26 kwietnia 1928 roku został przeniesiony do 1 pułku Strzelców Podhalańskich w Nowym Sączu na stanowisko zastępcy dowódcy pułku. W 1932 roku został dowódcą tego pułku.  Na przełomie października i listopada 1931 ukończył dwutygodniowy kurs informacyjno-gazowy w Szkole Gazowej, a wiosną 1933 kurs kwalifikacyjny dla dowódców pułków w Centrum Wyszkolenia Piechoty w Rembertowie. W marcu 1934 został zwolniony z zajmowanego stanowiska z pozostawieniem bez przynależności służbowej i równoczesnym oddaniem do dyspozycji dowódcy Okręgu Korpusu Nr V. Z dniem 31 lipca 1934, w wieku 40 lat, został przeniesiony w stan spoczynku.

## Ordery i odznaczenia
- Krzyż Niepodległości (6 czerwca 1931)[21]
- Krzyż Walecznych (trzykrotnie: po raz 1 i 2 w 1922)[22]
- Złoty Krzyż Zasługi (22 kwietnia 1938)[23]

## Upamiętnienie
Jego nazwisko zostało wymienione na tablicy pamiątkowej, umieszczonej w kościele św. Kazimierza w Nowym Sączu w 1988, honorującej dowódców 1 pułku Strzelców Podhalańskich.